# Laponcea
Laponcea is een geslacht van hooiwagens uit de familie Podoctidae.
De wetenschappelijke naam Laponcea is voor het eerst geldig gepubliceerd door Roewer in 1936. 

## Soorten
Laponcea is monotypisch en omvat slechts de volgende soort:
- Laponcea cippata